# Teddy Teuma
Teddy Teuma (Tolone, 30 settembre 1993) è un calciatore francese naturalizzato maltese, centrocampista dello Stade Reims e della nazionale maltese.

## Carriera

### Club
Il 27 luglio 2018, durante la prima giornata della stagione 2018-2019, Teuma ha fatto il suo debutto in Ligue 2 con il Red Star nella sconfitta casalinga per 1-2 contro il Niort.
Nel gennaio 2019, ha firmato un contratto valido due anni e mezzo con l'Union Saint-Gilloise.

### Nazionale
Nato in Francia, Teuma ha origini maltesi e possiede anche il passaporto maltese. Il 28 agosto 2020, Teuma ha ricevuto la sua prima chiamata da parte della nazionale maltese.

## Statistiche

### Presenze e reti nei club
Statistiche aggiornate al 5 gennaio 2025.
| Stagione                    | Squadra                     | Campionato                  | Campionato | Campionato | Coppe nazionali | Coppe nazionali | Coppe nazionali | Coppe continentali | Coppe continentali | Coppe continentali | Altre coppe | Altre coppe | Altre coppe | Totale | Totale |
| Stagione                    | Squadra                     | Comp                        | Pres       | Reti       | Comp            | Pres            | Reti            | Comp               | Pres               | Reti               | Comp        | Pres        | Reti        | Pres   | Reti   |
| --------------------------- | --------------------------- | --------------------------- | ---------- | ---------- | --------------- | --------------- | --------------- | ------------------ | ------------------ | ------------------ | ----------- | ----------- | ----------- | ------ | ------ |
| 2011-2012                   | Hyères                      | CFA                         | 9          | 0          | -               | -               | -               | -                  | -                  | -                  | -           | -           | -           | 9      | 0      |
| 2012-2013                   | Hyères                      | CFA                         | 29         | 2          | -               | -               | -               | -                  | -                  | -                  | -           | -           | -           | 29     | 2      |
| 2013-2014                   | Hyères                      | CFA                         | 22         | 0          | -               | -               | -               | -                  | -                  | -                  | -           | -           | -           | 22     | 0      |
| 2014-2015                   | Hyères                      | CFA                         | 29         | 4          | -               | -               | -               | -                  | -                  | -                  | -           | -           | -           | 29     | 4      |
| Totale Hyères               | Totale Hyères               | Totale Hyères               | 89         | 6          |                 | -               | -               |                    | -                  | -                  |             | -           | -           | 89     | 6      |
| 2015-2016                   | Boulogne                    | N1                          | 24         | 0          | CF              | 2               | 0               | -                  | -                  | -                  | -           | -           | -           | 26     | 0      |
| 2016-2017                   | Boulogne                    | N1                          | 31         | 2          | CF              | 1               | 0               | -                  | -                  | -                  | -           | -           | -           | 32     | 2      |
| Totale Boulogne             | Totale Boulogne             | Totale Boulogne             | 55         | 2          |                 | 3               | 0               |                    | -                  | -                  |             | -           | -           | 58     | 2      |
| 2017-2018                   | Red Star                    | N1                          | 30         | 5          | CF+CdL          | 0+3             | 1               | -                  | -                  | -                  | -           | -           | -           | 33     | 6      |
| 2018-gen. 2019              | Red Star                    | L2                          | 13         | 1          | CF+CdL          | 2+1             | 0               | -                  | -                  | -                  | -           | -           | -           | 16     | 1      |
| Totale Red Star             | Totale Red Star             | Totale Red Star             | 43         | 6          |                 | 6               | 1               |                    | -                  | -                  |             | -           | -           | 49     | 7      |
| gen.-giu. 2019              | Union Saint-Gilloise        | D2                          | 6+8        | 0          | CB              | 2               | 0               | -                  | -                  | -                  | -           | -           | -           | 16     | 0      |
| 2019-2020                   | Union Saint-Gilloise        | D2                          | 27         | 5          | CB              | 2               | 0               | -                  | -                  | -                  | -           | -           | -           | 29     | 5      |
| 2020-2021                   | Union Saint-Gilloise        | D2                          | 25         | 5          | CB              | 2               | 0               | -                  | -                  | -                  | -           | -           | -           | 27     | 5      |
| 2021-2022                   | Union Saint-Gilloise        | D1                          | 32+6       | 6          | CB              | 2               | 1               | -                  | -                  | -                  | -           | -           | -           | 40     | 7      |
| 2022-2023                   | Union Saint-Gilloise        | D1                          | 32+4       | 9+1        | CB              | 5               | 0               | UCL+UEL            | 2+9                | 1+3                | -           | -           | -           | 52     | 14     |
| Totale Union Saint-Gilloise | Totale Union Saint-Gilloise | Totale Union Saint-Gilloise | 122+18     | 25+1       |                 | 13              | 1               |                    | 11                 | 4                  |             | -           | -           | 164    | 31     |
| 2023-2024                   | Stade Reims                 | L1                          | 28         | 6          | CF              | 2               | 0               | -                  | -                  | -                  | -           | -           | -           | 30     | 6      |
| 2024-2025                   | Stade Reims                 | L1                          | 10         | 1          | CF              | -               | -               | -                  | -                  | -                  | -           | -           | -           | 10     | 1      |
| Totale Stade Reims          | Totale Stade Reims          | Totale Stade Reims          | 38         | 7          |                 | 2               | 0               |                    | -                  | -                  |             | -           | -           | 40     | 7      |
| Totale carriera             | Totale carriera             | Totale carriera             | 365        | 47         |                 | 24              | 2               |                    | 11                 | 4                  |             | -           | -           | 400    | 53     |

### Cronologia presenze e reti in nazionale
| Cronologia completa delle presenze e delle reti in nazionale ― Malta | Cronologia completa delle presenze e delle reti in nazionale ― Malta | Cronologia completa delle presenze e delle reti in nazionale ― Malta | Cronologia completa delle presenze e delle reti in nazionale ― Malta | Cronologia completa delle presenze e delle reti in nazionale ― Malta | Cronologia completa delle presenze e delle reti in nazionale ― Malta | Cronologia completa delle presenze e delle reti in nazionale ― Malta | Cronologia completa delle presenze e delle reti in nazionale ― Malta |
| Data                                                                 | Città                                                                | In casa                                                              | Risultato                                                            | Ospiti                                                               | Competizione                                                         | Reti                                                                 | Note                                                                 |
| -------------------------------------------------------------------- | -------------------------------------------------------------------- | -------------------------------------------------------------------- | -------------------------------------------------------------------- | -------------------------------------------------------------------- | -------------------------------------------------------------------- | -------------------------------------------------------------------- | -------------------------------------------------------------------- |
| 3-9-2020                                                             | Tórshavn                                                             | Fær Øer                                                              | 3 – 2                                                                | Malta                                                                | UEFA Nations League 2020-2021 - 1º turno                             | -                                                                    | 79’                                                                  |
| 6-9-2020                                                             | Ta' Qali                                                             | Malta                                                                | 1 – 1                                                                | Lettonia                                                             | UEFA Nations League 2020-2021 - 1º turno                             | -                                                                    |                                                                      |
| 10-10-2020                                                           | Tórshavn                                                             | Fær Øer                                                              | 1 – 1                                                                | Lettonia                                                             | UEFA Nations League 2020-2021 - 1º turno                             | -                                                                    |                                                                      |
| 13-10-2020                                                           | Riga                                                                 | Lettonia                                                             | 0 – 1                                                                | Malta                                                                | UEFA Nations League 2020-2021 - 1º turno                             | -                                                                    | 75’                                                                  |
| 14-11-2020                                                           | Ta' Qali                                                             | Malta                                                                | 3 – 1                                                                | Andorra                                                              | UEFA Nations League 2020-2021 - 1º turno                             | -                                                                    |                                                                      |
| 17-11-2020                                                           | Ta' Qali                                                             | Malta                                                                | 1 – 1                                                                | Fær Øer                                                              | UEFA Nations League 2020-2021 - 1º turno                             | -                                                                    | 79’                                                                  |
| 24-3-2021                                                            | Ta' Qali                                                             | Malta                                                                | 1 – 3                                                                | Russia                                                               | Qual. Mondiali 2022                                                  | -                                                                    |                                                                      |
| 27-3-2021                                                            | Trnava                                                               | Slovacchia                                                           | 2 – 2                                                                | Malta                                                                | Qual. Mondiali 2022                                                  | -                                                                    | 90+1’                                                                |
| 30-3-2021                                                            | Fiume                                                                | Croazia                                                              | 3 – 0                                                                | Malta                                                                | Qual. Mondiali 2022                                                  | -                                                                    |                                                                      |
| 30-5-2021                                                            | Klagenfurt am Wörthersee                                             | Irlanda del Nord                                                     | 3 – 0                                                                | Malta                                                                | Amichevole                                                           | -                                                                    | 51’ 61’                                                              |
| 4-6-2021                                                             | Klagenfurt am Wörthersee                                             | Kosovo                                                               | 2 – 1                                                                | Malta                                                                | Amichevole                                                           | -                                                                    |                                                                      |
| 1-9-2021                                                             | Ta' Qali                                                             | Malta                                                                | 3 – 0                                                                | Cipro                                                                | Qual. Mondiali 2022                                                  | -                                                                    | 85’                                                                  |
| 4-9-2021                                                             | Lubiana                                                              | Slovenia                                                             | 1 – 0                                                                | Malta                                                                | Qual. Mondiali 2022                                                  | -                                                                    |                                                                      |
| 7-9-2021                                                             | Mosca                                                                | Russia                                                               | 2 – 0                                                                | Malta                                                                | Qual. Mondiali 2022                                                  | -                                                                    | 86’                                                                  |
| 8-10-2021                                                            | Ta' Qali                                                             | Malta                                                                | 0 – 4                                                                | Slovenia                                                             | Qual. Mondiali 2022                                                  | -                                                                    |                                                                      |
| 11-10-2021                                                           | Larnaca                                                              | Cipro                                                                | 2 – 2                                                                | Malta                                                                | Qual. Mondiali 2022                                                  | -                                                                    | 81’                                                                  |
| 11-11-2021                                                           | Ta' Qali                                                             | Malta                                                                | 1 – 7                                                                | Croazia                                                              | Qual. Mondiali 2022                                                  | -                                                                    | 62’                                                                  |
| 14-11-2021                                                           | Ta' Qali                                                             | Malta                                                                | 0 – 6                                                                | Slovacchia                                                           | Qual. Mondiali 2022                                                  | -                                                                    | 51’, 51’                                                             |
| 25-3-2022                                                            | Ta' Qali                                                             | Malta                                                                | 1 – 0                                                                | Azerbaigian                                                          | Amichevole                                                           | -                                                                    |                                                                      |
| 29-3-2022                                                            | Ta' Qali                                                             | Malta                                                                | 2 – 0                                                                | Kuwait                                                               | Amichevole                                                           | 1                                                                    | 82’                                                                  |
| 1-6-2022                                                             | Ta' Qali                                                             | Malta                                                                | 0 – 1                                                                | Venezuela                                                            | Amichevole                                                           | -                                                                    |                                                                      |
| 9-6-2022                                                             | Ta' Qali                                                             | Malta                                                                | 1 – 2                                                                | Estonia                                                              | UEFA Nations League 2022-2023 - 1º turno                             | -                                                                    |                                                                      |
| 12-6-2022                                                            | Ta' Qali                                                             | Malta                                                                | 1 – 0                                                                | San Marino                                                           | UEFA Nations League 2022-2023 - 1º turno                             | -                                                                    |                                                                      |
| 23-9-2022                                                            | Tallinn                                                              | Estonia                                                              | 2 – 1                                                                | Malta                                                                | UEFA Nations League 2022-2023 - 1º turno                             | 1                                                                    |                                                                      |
| 27-9-2022                                                            | Ta' Qali                                                             | Malta                                                                | 2 – 1                                                                | Israele                                                              | Amichevole                                                           | -                                                                    | 60’                                                                  |
| 17-11-2022                                                           | Ta' Qali                                                             | Malta                                                                | 2 – 2                                                                | Grecia                                                               | Amichevole                                                           | 1                                                                    |                                                                      |
| 20-11-2022                                                           | Ta' Qali                                                             | Malta                                                                | 0 – 1                                                                | Irlanda                                                              | Amichevole                                                           | -                                                                    | 88’                                                                  |
| 23-3-2023                                                            | Skopje                                                               | Macedonia del Nord                                                   | 2 – 1                                                                | Malta                                                                | Qual. Euro 2024                                                      | -                                                                    | 63’ 84’                                                              |
| 26-3-2023                                                            | Ta' Qali                                                             | Malta                                                                | 0 – 2                                                                | Italia                                                               | Qual. Euro 2024                                                      | -                                                                    | 76’                                                                  |
| 16-6-2023                                                            | Ta' Qali                                                             | Malta                                                                | 0 – 4                                                                | Inghilterra                                                          | Qual. Euro 2024                                                      | -                                                                    |                                                                      |
| 19-6-2023                                                            | Trnava                                                               | Ucraina                                                              | 1 – 0                                                                | Malta                                                                | Qual. Euro 2024                                                      | -                                                                    | 87’                                                                  |
| 6-9-2023                                                             | Ta' Qali                                                             | Malta                                                                | 1 – 0                                                                | Gibilterra                                                           | Amichevole                                                           | -                                                                    | 62’                                                                  |
| 12-9-2023                                                            | Ta' Qali                                                             | Malta                                                                | 0 – 2                                                                | Macedonia del Nord                                                   | Qual. Euro 2024                                                      | -                                                                    | 27’                                                                  |
| 17-11-2023                                                           | Londra                                                               | Inghilterra                                                          | 2 – 0                                                                | Malta                                                                | Qual. Euro 2024                                                      | -                                                                    |                                                                      |
| 7-6-2024                                                             | Grödig                                                               | Rep. Ceca                                                            | 7 – 1                                                                | Malta                                                                | Amichevole                                                           | -                                                                    | 75’ 77’                                                              |
| 11-6-2024                                                            | Grödig                                                               | Malta                                                                | 0 – 2                                                                | Grecia                                                               | Amichevole                                                           | -                                                                    |                                                                      |
| 7-9-2024                                                             | Chișinău                                                             | Moldavia                                                             | 2 – 0                                                                | Malta                                                                | UEFA Nations League 2024-2025 - 1º turno                             | -                                                                    | 70’                                                                  |
| 10-9-2024                                                            | Andorra la Vella                                                     | Andorra                                                              | 0 – 1                                                                | Malta                                                                | UEFA Nations League 2024-2025 - 1º turno                             | -                                                                    | 90+4’                                                                |
| 13-10-2024                                                           | Ta' Qali                                                             | Malta                                                                | 1 – 0                                                                | Moldavia                                                             | UEFA Nations League 2024-2025 - 1º turno                             | 1                                                                    |                                                                      |
| 14-11-2024                                                           | Ta' Qali                                                             | Malta                                                                | 2 – 0                                                                | Liechtenstein                                                        | Amichevole                                                           | -                                                                    | 61’                                                                  |
| 19-11-2024                                                           | Ta' Qali                                                             | Malta                                                                | 0 – 0                                                                | Andorra                                                              | UEFA Nations League 2024-2025 - 1º turno                             | -                                                                    | 90+1’                                                                |
| 21-3-2025                                                            | Ta' Qali                                                             | Malta                                                                | 0 – 1                                                                | Finlandia                                                            | Qual. Mondiali 2026                                                  | -                                                                    |                                                                      |
| 24-3-2025                                                            | Varsavia                                                             | Polonia                                                              | 2 – 0                                                                | Malta                                                                | Qual. Mondiali 2026                                                  | -                                                                    |                                                                      |
| 7-6-2025                                                             | Ta' Qali                                                             | Malta                                                                | 0 – 0                                                                | Lituania                                                             | Qual. Mondiali 2026                                                  | -                                                                    |                                                                      |
| 10-6-2025                                                            | Groninga                                                             | Paesi Bassi                                                          | 8 – 0                                                                | Malta                                                                | Qual. Mondiali 2026                                                  | -                                                                    | 34’ 60’                                                              |
| Totale                                                               |                                                                      | Presenze                                                             | 45                                                                   |                                                                      | Reti                                                                 | 4                                                                    |                                                                      |

## Palmarès

### Club

#### Competizioni nazionali
- Championnat National: 1

Red Star: 2017-2018
- Division 1B: 1

Union Saint-Gilloise: 2020-2021